# Minha Mãe com Seu Pai
Minha Mãe com Seu Pai é um reality show brasileiro produzido pelos Estúdios Globo e exibido pelo Globoplay em parceria com o Multishow. Apresentado por Sabrina Sato, o programa estreou em 30 de abril de 2025 no streaming e propõe um formato inovador ao reunir mães e pais solteiros em busca de um novo amor. 

## Formato
O reality reúne mães e pais solteiros que desejam encontrar um novo parceiro amoroso, sem saber que seus próprios filhos terão um papel fundamental na escolha e no desenrolar da experiência. O programa mistura elementos de reality show de relacionamento com dinâmicas de convivência e interações familiares inesperadas.
Cada participante será apresentado a possíveis pretendentes, passando por encontros, desafios e momentos de convivência que testarão sua compatibilidade. No entanto, a grande reviravolta está na participação ativa dos filhos, que acompanharão tudo de perto, podendo intervir nas escolhas e nas decisões românticas dos pais.
O programa contará com diferentes fases, nas quais os participantes serão submetidos a diversas situações e desafios, como: O Primeiro Encontro, Provas de Afinidade e claro a Interferência dos Filhos. No final da temporada, cada participante decidirá se deseja seguir adiante com o relacionamento ou se prefere continuar sua busca pelo amor fora do programa.

## 1ª temporada (2025)
| Pais                   | Idade   | Filhos               | Resultado                       | Notas |
| ---------------------- | ------- | -------------------- | ------------------------------- | --- |
| Alessandra Pontremolez | 48 anos | Camila Pontremolez   | Juntos em 14 de maio de 2025    | Após estabelecerem conexões, chegaram à etapa final do experimento: a aprovação dos filhos. Em comum acordo, decidiram concluir a temporada juntos. |
| Leonardo Azevedo       | 41 anos | Anna Beatryz Azevedo | Juntos em 14 de maio de 2025    | Após estabelecerem conexões, chegaram à etapa final do experimento: a aprovação dos filhos. Em comum acordo, decidiram concluir a temporada juntos. |
| Christiana Rieken      | 52 anos | Paula Rieken         | Juntos em 14 de maio de 2025    | Após estabelecerem conexões, chegaram à etapa final do experimento: a aprovação dos filhos. Em comum acordo, decidiram concluir a temporada juntos. |
| Gilvandro Almeida      | 55 anos | Luis Filipe Almeida  | Juntos em 14 de maio de 2025    | Após estabelecerem conexões, chegaram à etapa final do experimento: a aprovação dos filhos. Em comum acordo, decidiram concluir a temporada juntos. |
| João Amaral            | 51 anos | Izabella Amaral      | Juntos em 14 de maio de 2025    | Após estabelecerem conexões, chegaram à etapa final do experimento: a aprovação dos filhos. Em comum acordo, decidiram concluir a temporada juntos. |
| Nara Santos            | 44 anos | Rafael Santos        | Juntos em 14 de maio de 2025    | Após estabelecerem conexões, chegaram à etapa final do experimento: a aprovação dos filhos. Em comum acordo, decidiram concluir a temporada juntos. |
| Rosana Rodrigues       | 43 anos | Alexandre Rodrigues  | Juntos em 14 de maio de 2025    | Após estabelecerem conexões, chegaram à etapa final do experimento: a aprovação dos filhos. Em comum acordo, decidiram concluir a temporada juntos. |
| Uilson Oliveira        | 41 anos | Letícia Oliveira     | Juntos em 14 de maio de 2025    | Após estabelecerem conexões, chegaram à etapa final do experimento: a aprovação dos filhos. Em comum acordo, decidiram concluir a temporada juntos. |
| Clodoaldo Gomes        | 44 anos | Stephane Gomes       | Eliminado em 14 de maio de 2025 | Por não desenvolverem conexões sólidas ao longo da temporada, acabaram deixando o experimento no nono episódio.                                     |
| Richard Borsetto       | 48 anos | Geovanni Borsetto    | Eliminado em 14 de maio de 2025 | Por não desenvolverem conexões sólidas ao longo da temporada, acabaram deixando o experimento no nono episódio.                                     |
| Lisia Moura            | 45 anos | Ryan Moura           | Eliminada em 14 de maio de 2025 | Por não desenvolverem conexões sólidas ao longo da temporada, acabaram deixando o experimento no nono episódio.                                     |
| Kenny Alberti          | 41 anos | Mylena Alberti       | Eliminada em 14 de maio de 2025 | Por não desenvolverem conexões sólidas ao longo da temporada, acabaram deixando o experimento no nono episódio.                                     |